# Ilaria Colonna
Ilaria Colonna (* 22. August 1986) ist eine italienische Alpin- und Geschwindigkeitsskifahrerin.

## Werdegang
Von 2001 bis 2005 war Colonna im alpinen Skisport aktiv. Am 20. März 2004 gab sie ihr Debüt im Speedski-Weltcup. Bisher war sie in drei Rennen 2004 zu sehen. Ihr bestes Einzelergebnis war zweimal ein vierter Platz in Breuil-Cervinia 2004.   